# Édouard Gigon
Pour les articles homonymes, voir Gigon.
Édouard Gigon est un homme politique français né le 9 décembre 1867 au Mans (Sarthe) et décédé le 18 novembre 1926 à Paris.

## Biographie
Médecin, il est maire et conseiller général de Saint-Calais. Il est président du conseil général de 1922 à 1926. Il est brièvement sénateur de la Sarthe en 1924-1925. Élu à l'occasion d'une élection partielle pour remplacer un sénateur décédé en 1924, il démissionne l'année suivante pour laisser son siège à Joseph Caillaux, qui vient d'être amnistié et relevé de son inéligibilité.

## Sources
- « Édouard Gigon », dans le Dictionnaire des parlementaires français (1889-1940), sous la direction de Jean Jolly, PUF, 1960 [détail de l’édition]